# نينا أرفيسن
نينا أرفيسن (بالإنجليزية: Nina Arvesen)‏ هي ممثلة أمريكية، ولدت في 16 مايو 1961 في وايت بلينس في الولايات المتحدة.

## وصلات خارجية
- نينا أرفيسن على موقع IMDb (الإنجليزية)